# What You Know
«What You Know» —en español: «Lo que tú sabes»— es una canción de la banda de Irlanda del Norte Two Door Cinema Club. Se lanzó el 7 de febrero de 2011 como el quinto y último sencillo de su álbum de estudio debut Tourist History (2010). La canción fue escrita por Alex Trimble, Kevin Baird, Sam Halliday y producida por Eliot James. Alcanzó el número 64 en la lista de sencillos del Reino Unido.

## Vídeo musical
Un vídeo musical para acompañar el lanzamiento de «What You Know» fue estrenado en YouTube el 11 de enero de 2011 con una duración total de tres minutos y once segundos. El vídeo fue dirigido por Lope Serrano, del colectivo creativo y directores basados en Barcelona conocidos como Canadá, y cuenta con bailarinas españolas. Los nombres de las bailarinas son: Patricia Suárez, Laia Santanach, Naya Monzón, Alicia Atienza, Adriana Barrabés y Marina Cardona.
El vídeo contiene claras referencias a «Country House» de Blur.

## Lista de canciones
Descarga digital
1. «What You Know» - 3:09

## Posicionamiento en listas y certificaciones

### Listas semanales
| Lista (2011)                                  | Mejor posición |
| --------------------------------------------- | -------------- |
| Escocia (Scottish Singles Sales Chart)        | 56             |
| Estados Unidos (Alternative Airplay)          | 22             |
| Estados Unidos (Hot Rock & Alternative Songs) | 40             |
| Reino Unido (Official Charts Company)         | 64             |

| Lista (2024)                 | Mejor posición |
| ---------------------------- | -------------- |
| Irlanda (IRMA)               | 87             |
| Reino Unido (UK Indie Chart) | 5              |

### Certificaciones
| País           | Organismo certificador | Certificación | Ventas    | Ref.   |
| -------------- | ---------------------- | ------------- | --------- | ------ |
| Estados Unidos | RIAA                   | Oro           | 500 000   | [ 11 ] |
| Reino Unido    | BPI                    | 3× Platino    | 1 800 000 | [ 12 ] |

## Historial de lanzamientos
| País        | Fecha                 | Formato          | Discográfica |
| ----------- | --------------------- | ---------------- | ------------ |
| Reino Unido | 26 de febrero de 2010 | Descarga digital | Kitsuné      |